# Jewgienij Michałkiewicz
Jewgienij Leonidowicz Michałkiewicz, ros. Евгений Леонидович Михалкевич (ur. 11 maja 1968 w Czerepowcu) – rosyjski hokeista. Trener hokejowy.

## Kariera zawodnicza
- Mietałłłurg Czerepowiec (1986-1987, 1992-1993)
- Komi TEK Niżnyj Odies (1995-1996)
- TKH Toruń (1996-1997)
- Kristałł Saratów (1997-1998)
- Gazowik Tiumeń (1999-1999)
- Kristałł Elektrostal (1999-2000)

Wychowanek klubu Mietałłurg w rodzinnym Czerepowcu (później pod nazwą Siewierstal). Grał w klubach rosyjskich, a ponadto występował w lidze polskiej w klubie z Torunia w sezonie 1996/1997. Uzyskał tytuł mistrza sportu.

## Kariera trenerska
- Siewierstal Czerepowiec do lat 16 (2004-2005), główny trener
- HK Pitier (2006-2008), główny trener
- SKA Sankt Petersburg (2008-2010)
- Ałmaz Czerepowiec (2010-2011), asystent trenera
- Ałmaz Czerepowiec (2011-2015), główny trener
- Siewierstal Czerepowiec (2015-2016), asystent trenera
- Siewierstal Czerepowiec (2016), menedżer
- Rubin Tiumeń (2016-2017), główny trener
- SKA Sankt Petersburg do lat 17 (2017/2018), główny trener
- SKA-Niewa (2018), główny trener
- Mietałłurg Czerepowiec (2018/2019), główny trener
- Siewierstal Czerepowiec (2018-), trener w sztabie

Po zakończeniu kariery zawodniczej rozpoczął pracę trenera. Pracował w szkołach juniorskich Siewierstali, SKA Sankt Petersburg, klubu HK Pitier w Petersburgu. W 2010 został szkoleniowcem w zespole Ałmaz Czerepowiec, stanowiącym juniorską drużyną Siewierstali w rozgrywkach MHL; w sezonie 2010/2011 pracował w funkcji starszego trenera (asystenta). W 2011 został głównym trenerem Ałmazu. W 2013 jego asystentem został Władimir Leszko. Trenerem Ałmazu był do końca listopada 2015 i wtedy został asystentem w seniorskiej Siewierstali. Od marca do października 2016 był menedżerem Siewierstali. Od listopada 2016 do kwietnia 2017 był trenerem Rubina Tiumeń. W sezonie 2017/2018 szkolił drużynę SKA Sankt Petersburg do lat 17. Od czerwca do października 2018 był trenerem SKA-Niewa w WHL. Pod koniec października 2018 został ogłoszony trenerem zespołu juniorskiego Mietałłurg Czerepowiec, występującego w rozgrywkach NMHL. W sezonie KHL (2018/2019) wszedł do sztabu Siewierstali, a potem przedłużył kontrakt.